# Гунарс Скворцов
Гунарс Скворцов (латис. Gunārs Skvorcovs; 13 січня 1990, м. Салдус, СРСР) — латвійський хокеїст, правий нападник. Виступає за «Динамо» (Рига) у Континентальній хокейній лізі. 
Вихованець хокейної школи «Металургс» (Лієпая). Виступав за команди «Металургс» (Лієпая), СК ЛСПА/Рига.
У складі молодіжної збірної Латвії учасник чемпіонатів світу 2008 (дивізіон I), 2009 і 2010. У складі юніорської збірної Латвії учасник чемпіонату світу 2008 (дивізіон I).
Досягнення
- Чемпіон Латвії (2011).